# Comuna Chețani, Mureș
Chețani (în maghiară: Maroskece) este o comună în județul Mureș, Transilvania, România, formată din satele Chețani (reședința), Coasta Grindului, Cordoș, Giurgiș, Grindeni, Hădăreni și Linț.

## Demografie
Componența etnică a comunei Chețani
     Români (86,1%)
     Maghiari (5,51%)
     Romi (3,97%)
     Alte etnii (4,42%)
Componența confesională a comunei Chețani
     Ortodocși (75,04%)
     Reformați (7,54%)
     Greco-catolici (6,44%)
     Penticostali (4,78%)
     Alte religii (1,58%)
     Necunoscută (4,62%)
Conform recensământului efectuat în 2021, populația comunei Chețani se ridică la 2.468 de locuitori, în scădere față de recensământul anterior din 2011, când fuseseră înregistrați 2.665 de locuitori. Majoritatea locuitorilor sunt români (86,1%), cu minorități de maghiari (5,51%) și romi (3,97%). Din punct de vedere confesional, majoritatea locuitorilor sunt ortodocși (75,04%), cu minorități de reformați (7,54%), greco-catolici (6,44%) și penticostali (4,78%), iar pentru 4,62% nu se cunoaște apartenența confesională.

## Politică și administrație
Comuna Chețani este administrată de un primar și un consiliu local compus din 11 consilieri. Primarul, Emil-Florin Mocan[*], de la Partidul Social Democrat, este în funcție din 2016. Începând cu alegerile locale din 2024, consiliul local are următoarea componență pe partide politice:
|  | Partid                                 | Consilieri | Componența Consiliului | Componența Consiliului | Componența Consiliului |
|  | -------------------------------------- | ---------- | ---------------------- | ---------------------- | ---------------------- |
|  | Alianța Pmp - Forța Dreptei            | 3          |                        |                        |                        |
|  | Partidul Social Democrat               | 2          |                        |                        |                        |
|  | Uniunea Salvați România                | 2          |                        |                        |                        |
|  | Partidul Național Liberal              | 2          |                        |                        |                        |
|  | Uniunea Democrată Maghiară din România | 1          |                        |                        |                        |
|  | Alianța pentru Unirea Românilor        | 1          |                        |                        |                        |

## Atracții turistice
- Biserica de lemn din Grindeni
- Biserica de lemn din Chețani
- Coasta Lunii (sit de importanță comunitară inclus în rețeaua ecologică europeană Natura 2000 în România)

## Imagini

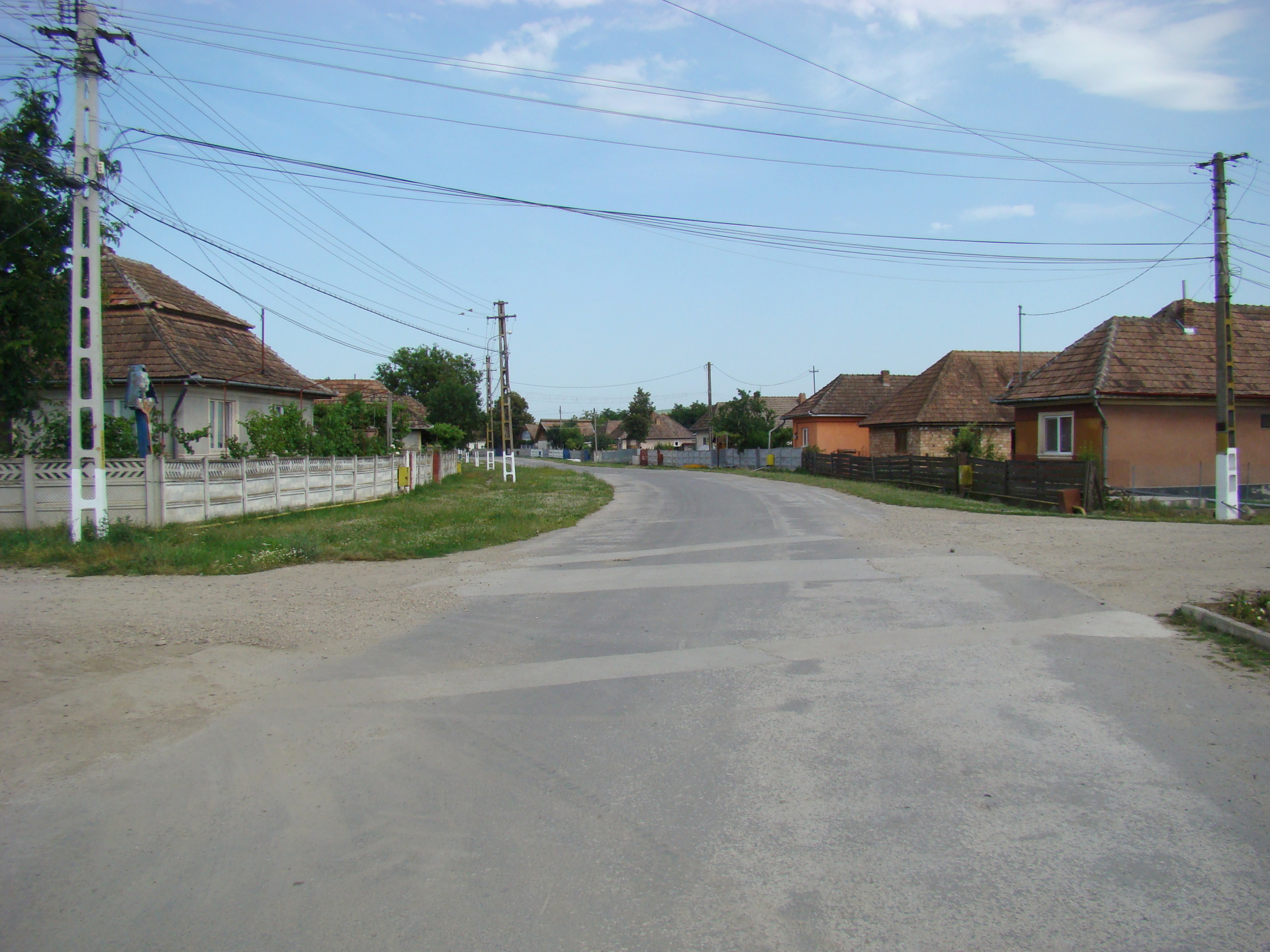
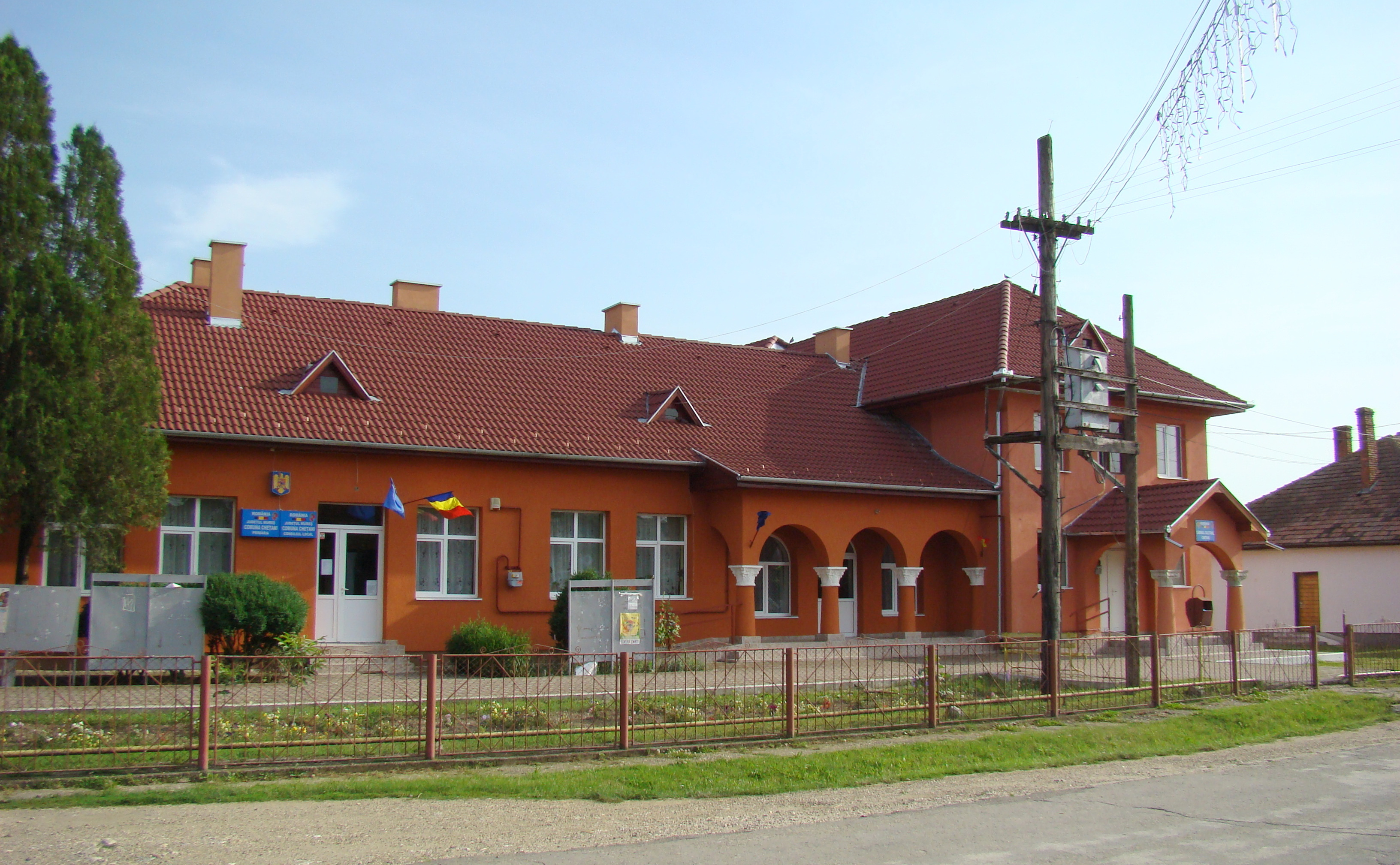
Primăria
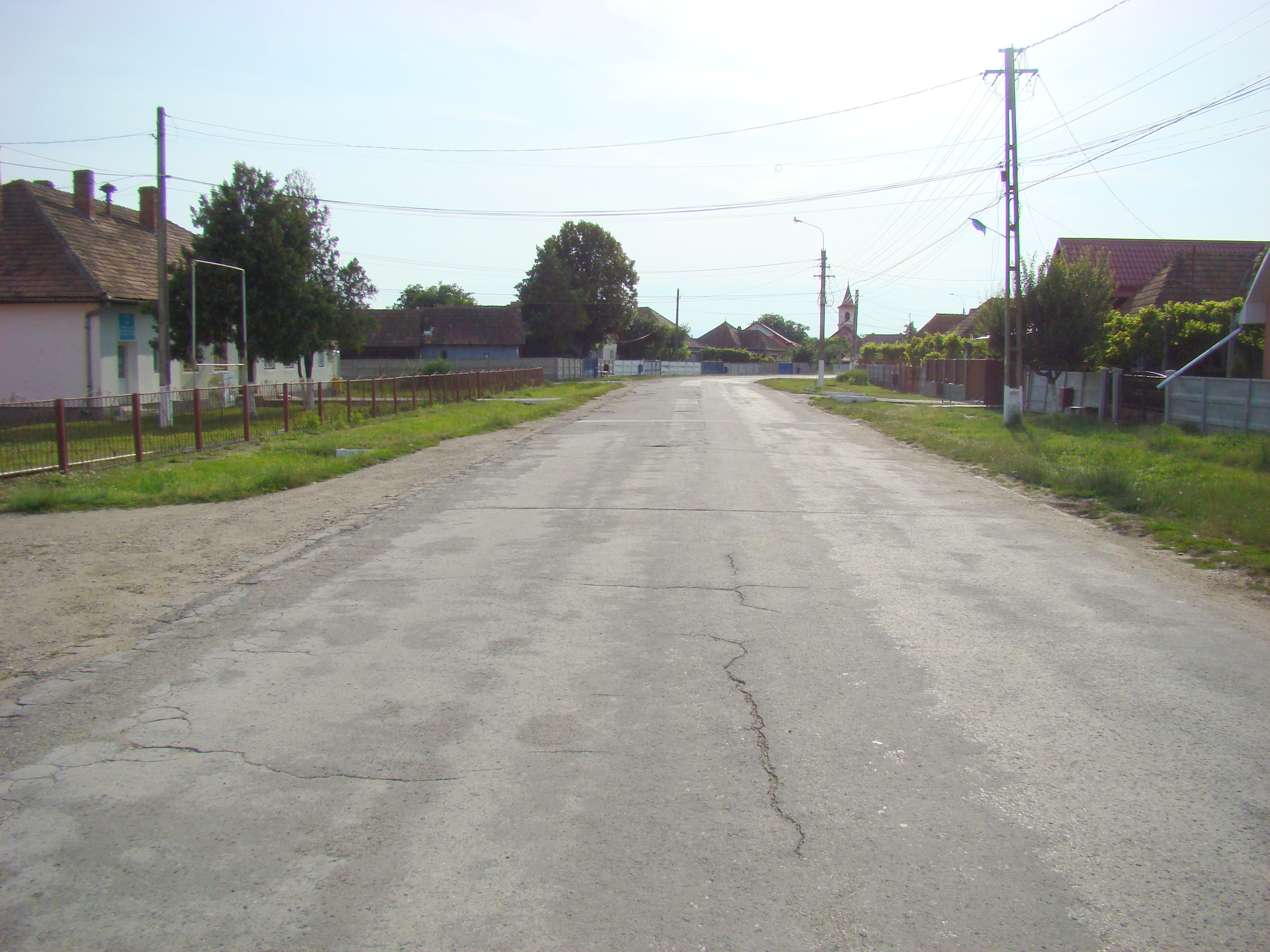
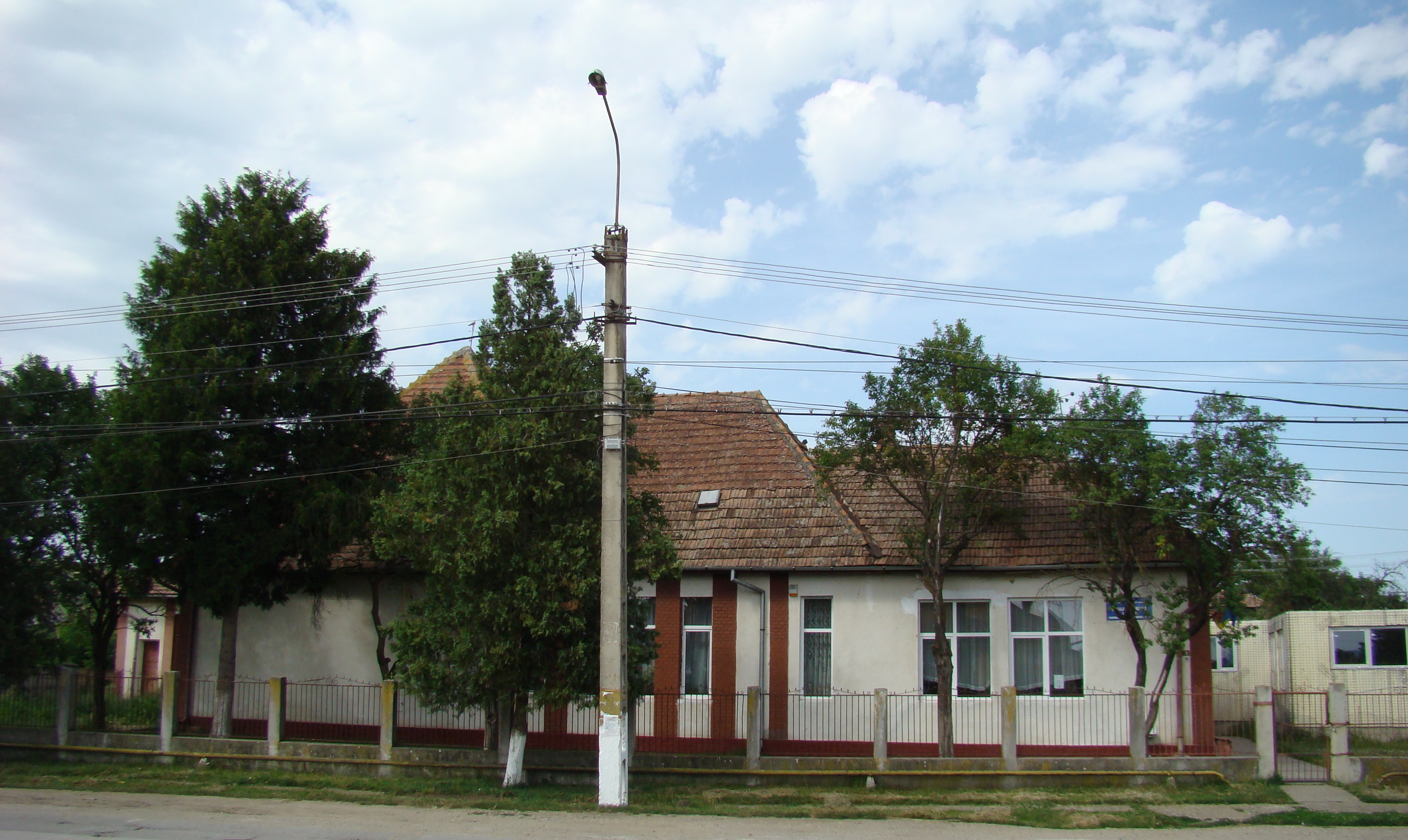
Școala
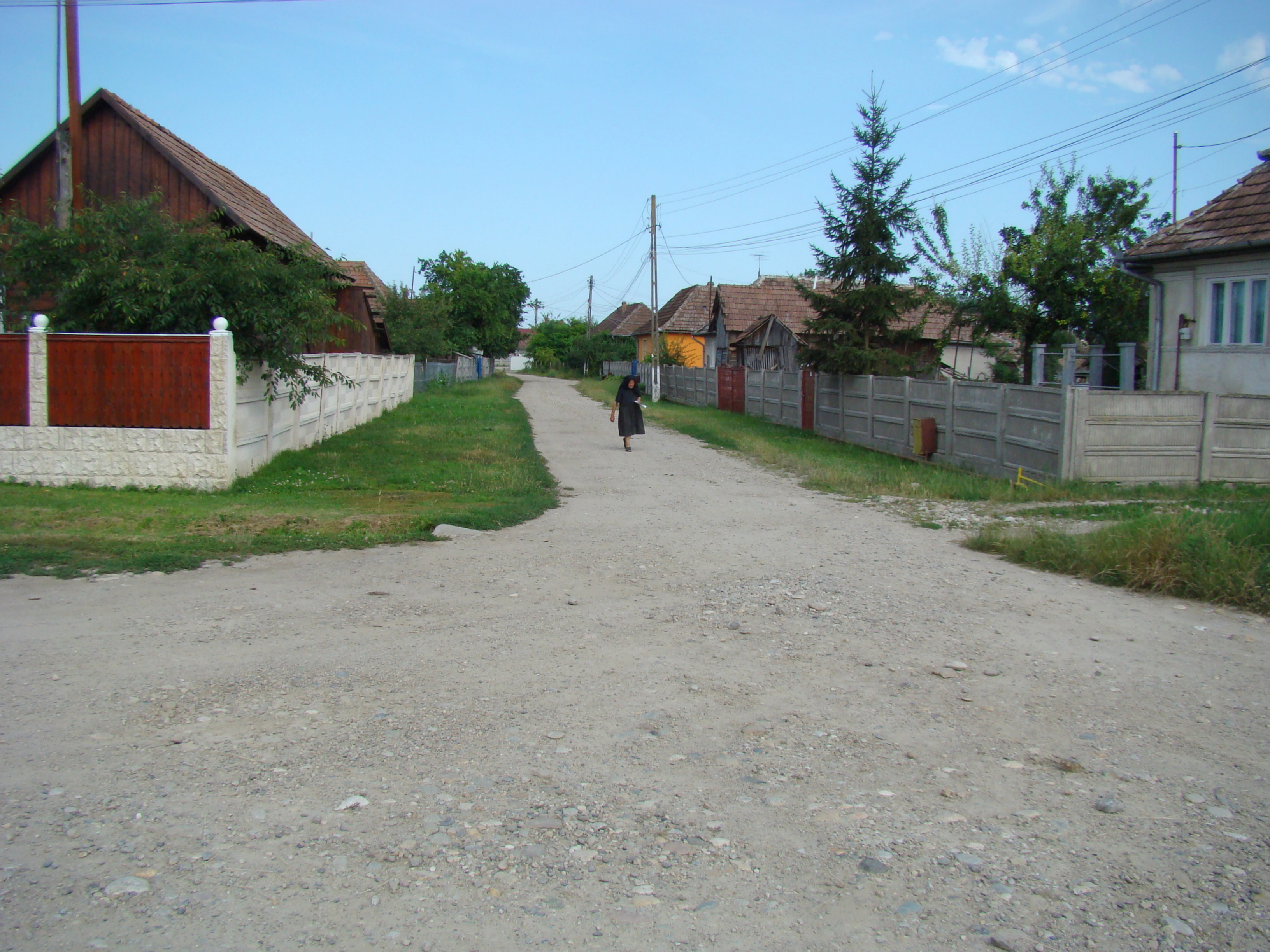
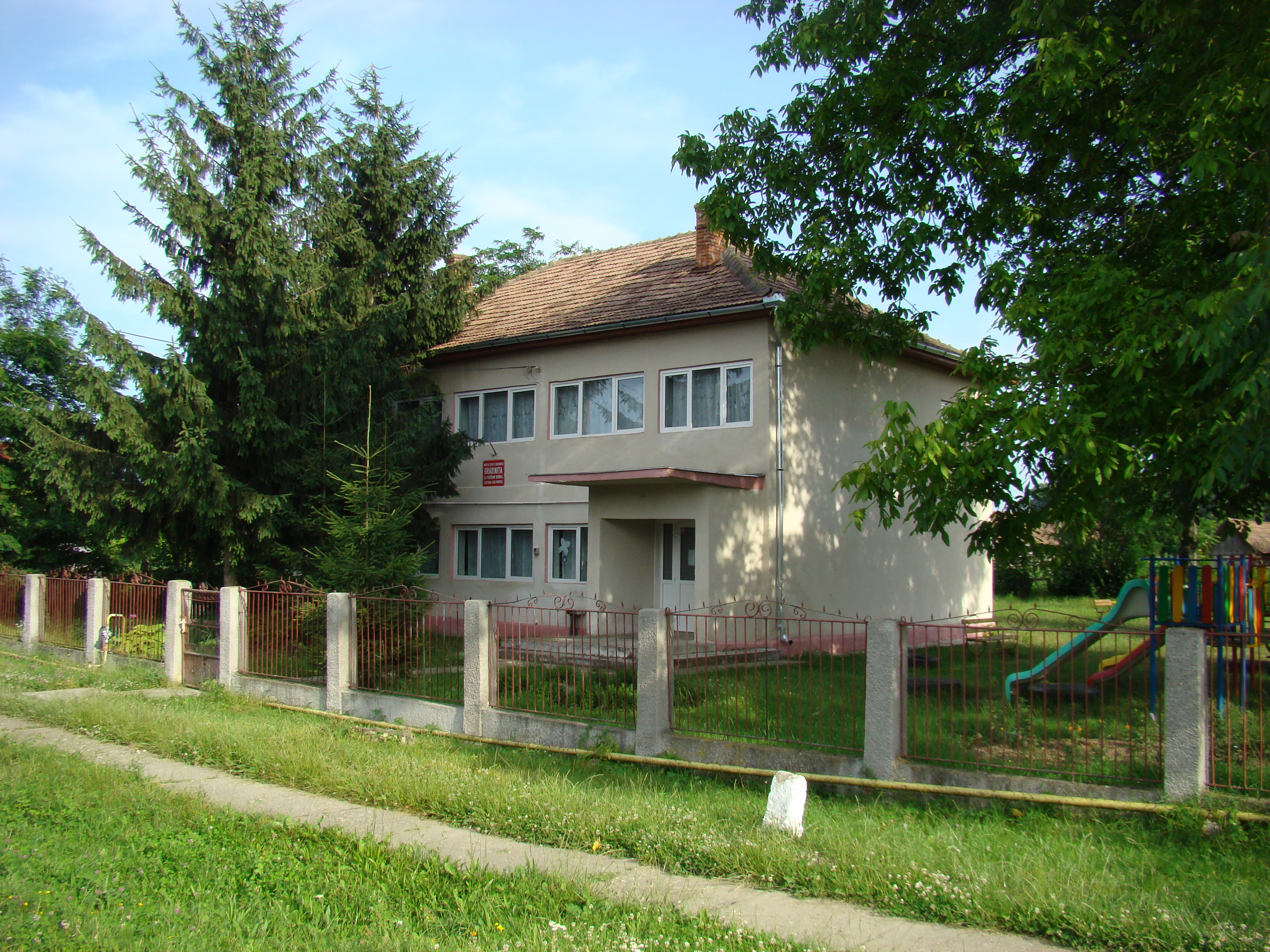
Grădinița
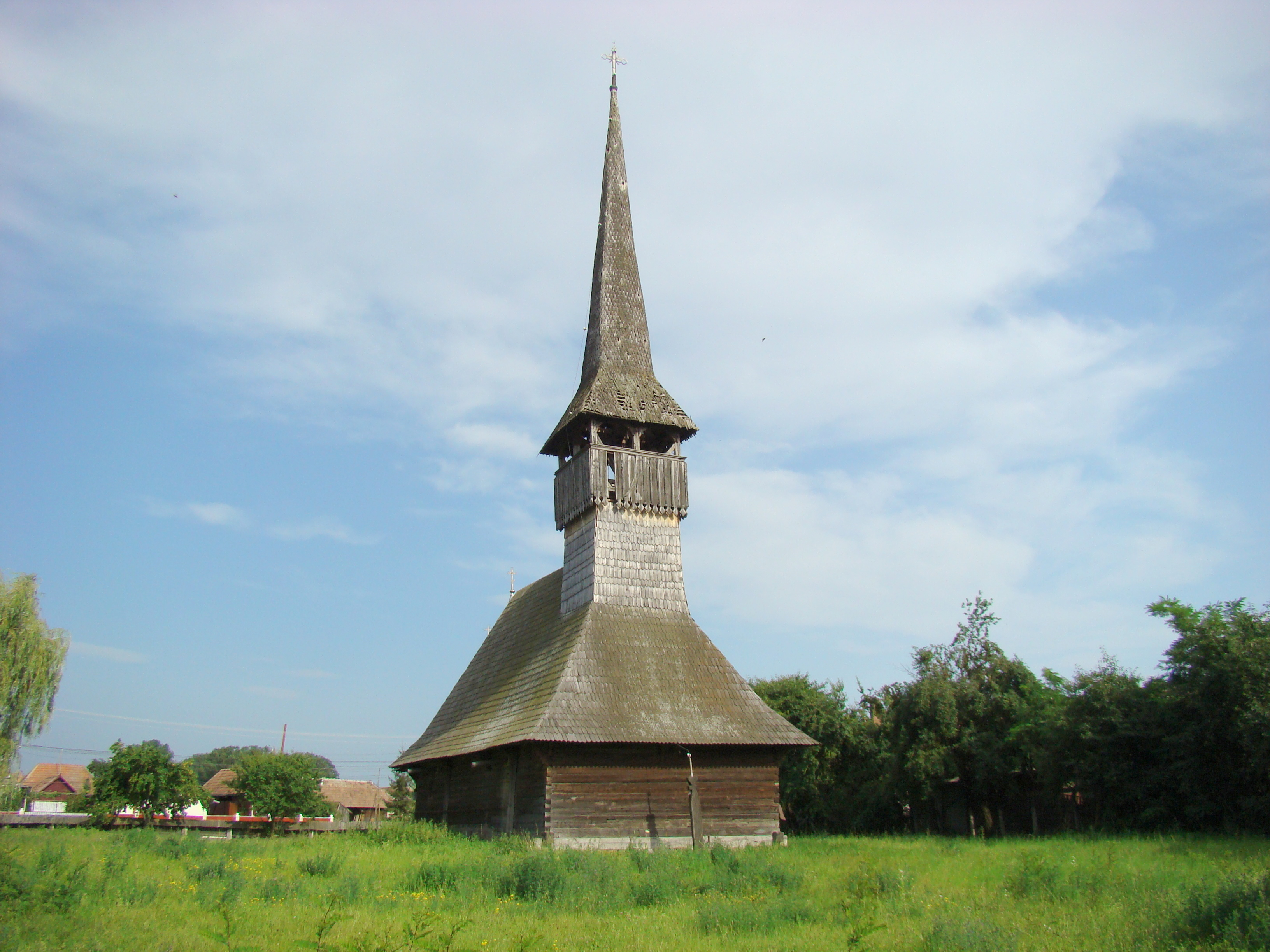
Biserica de lemn din Chețani
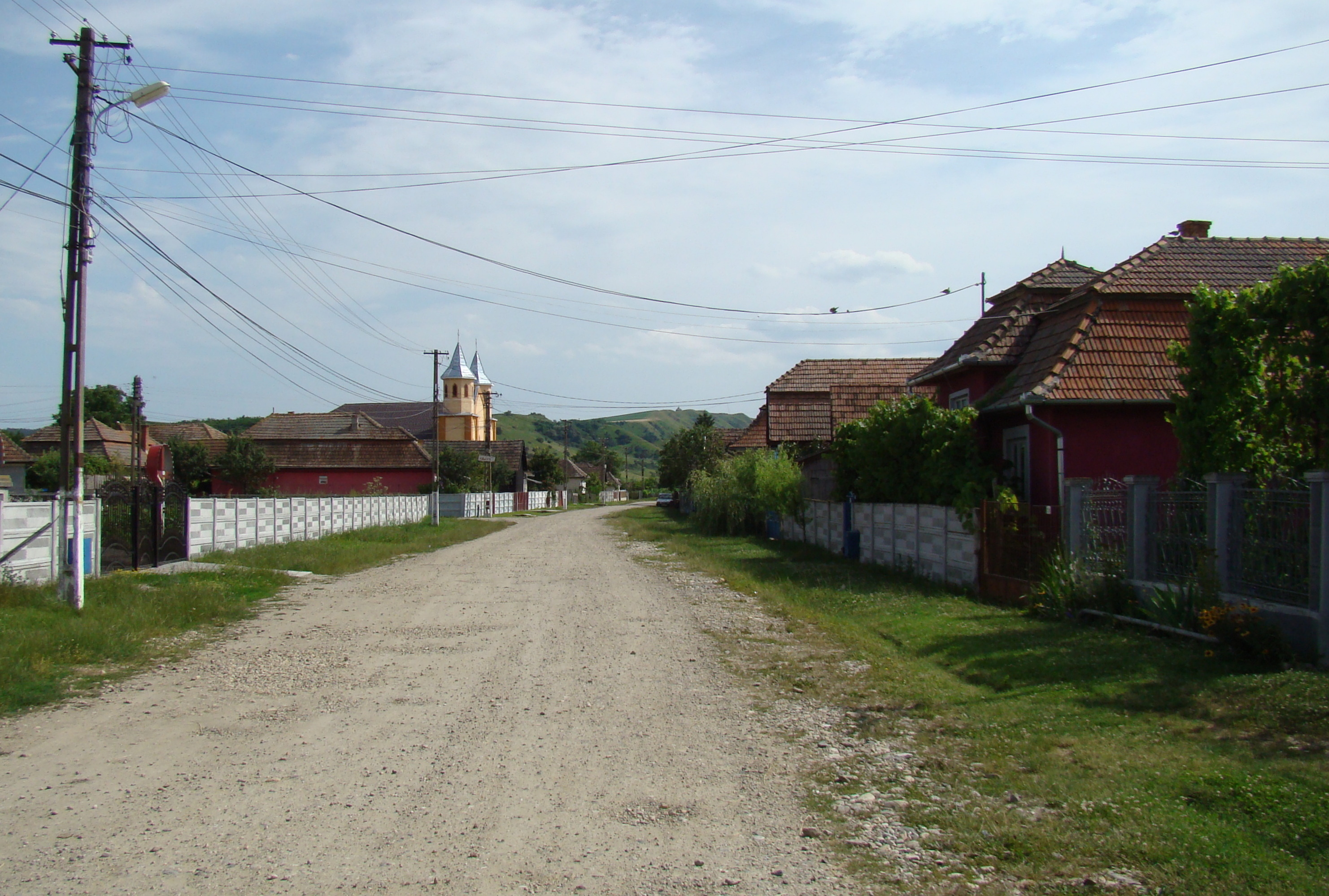
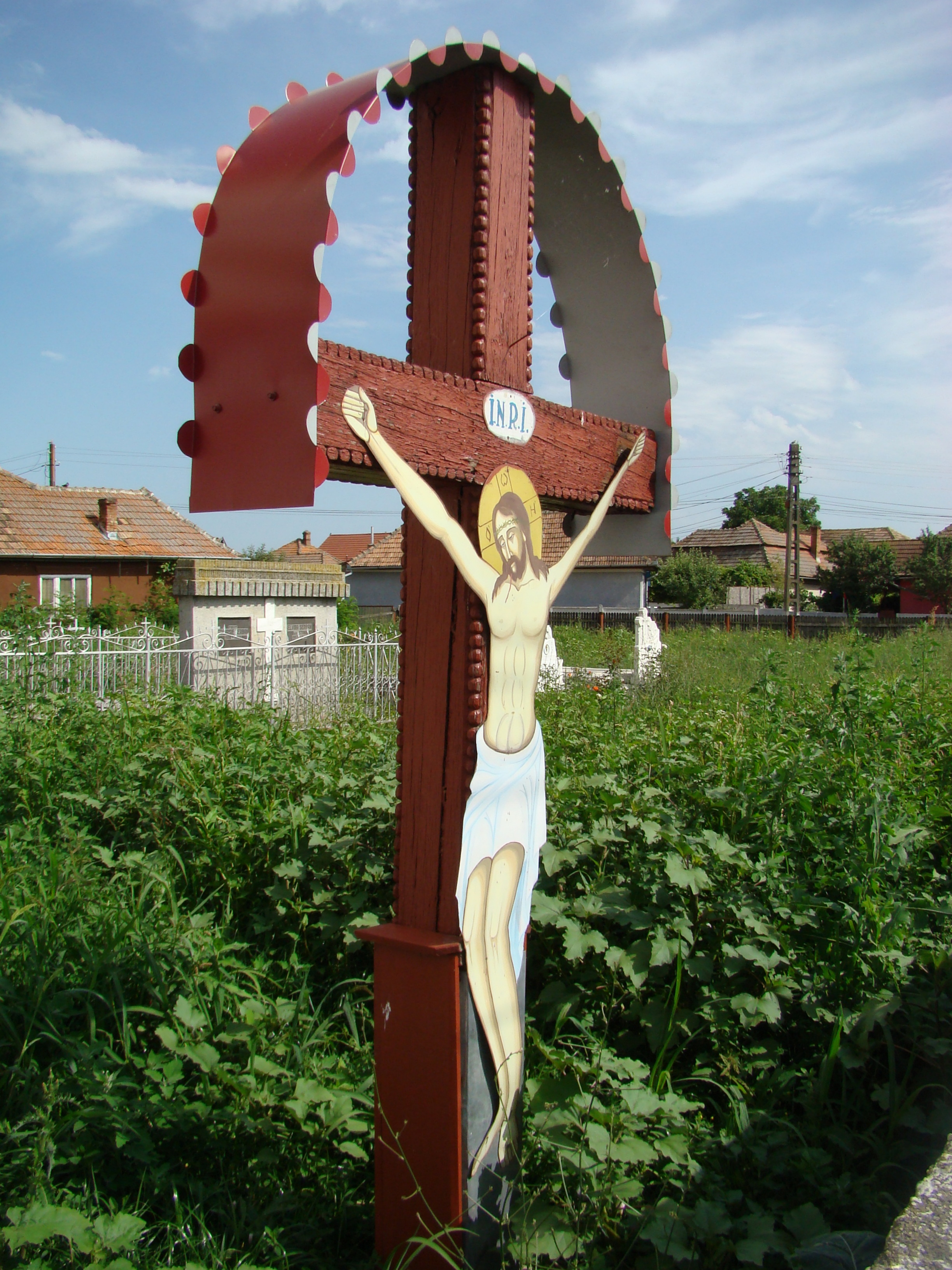
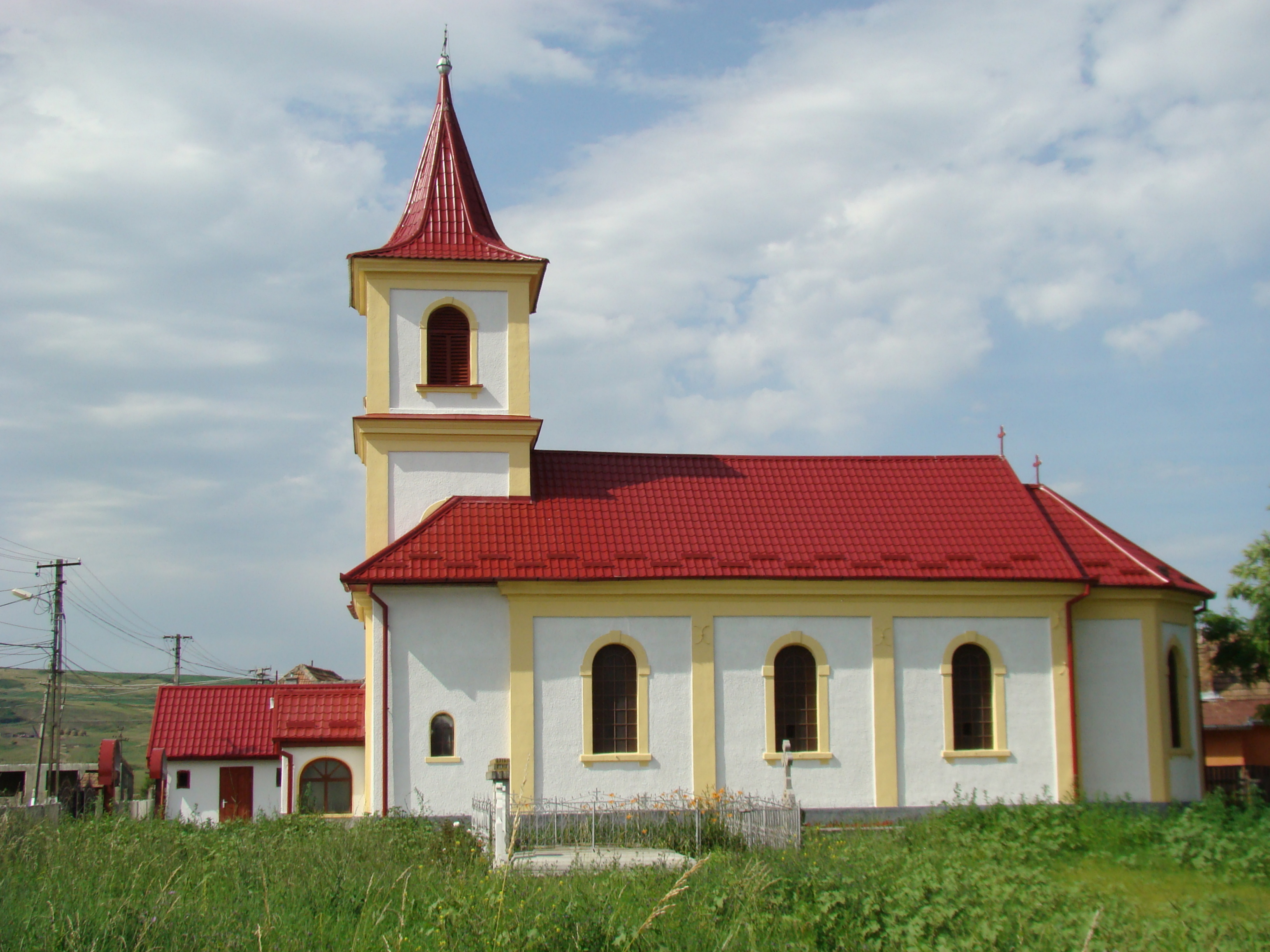
Biserica ortodoxă
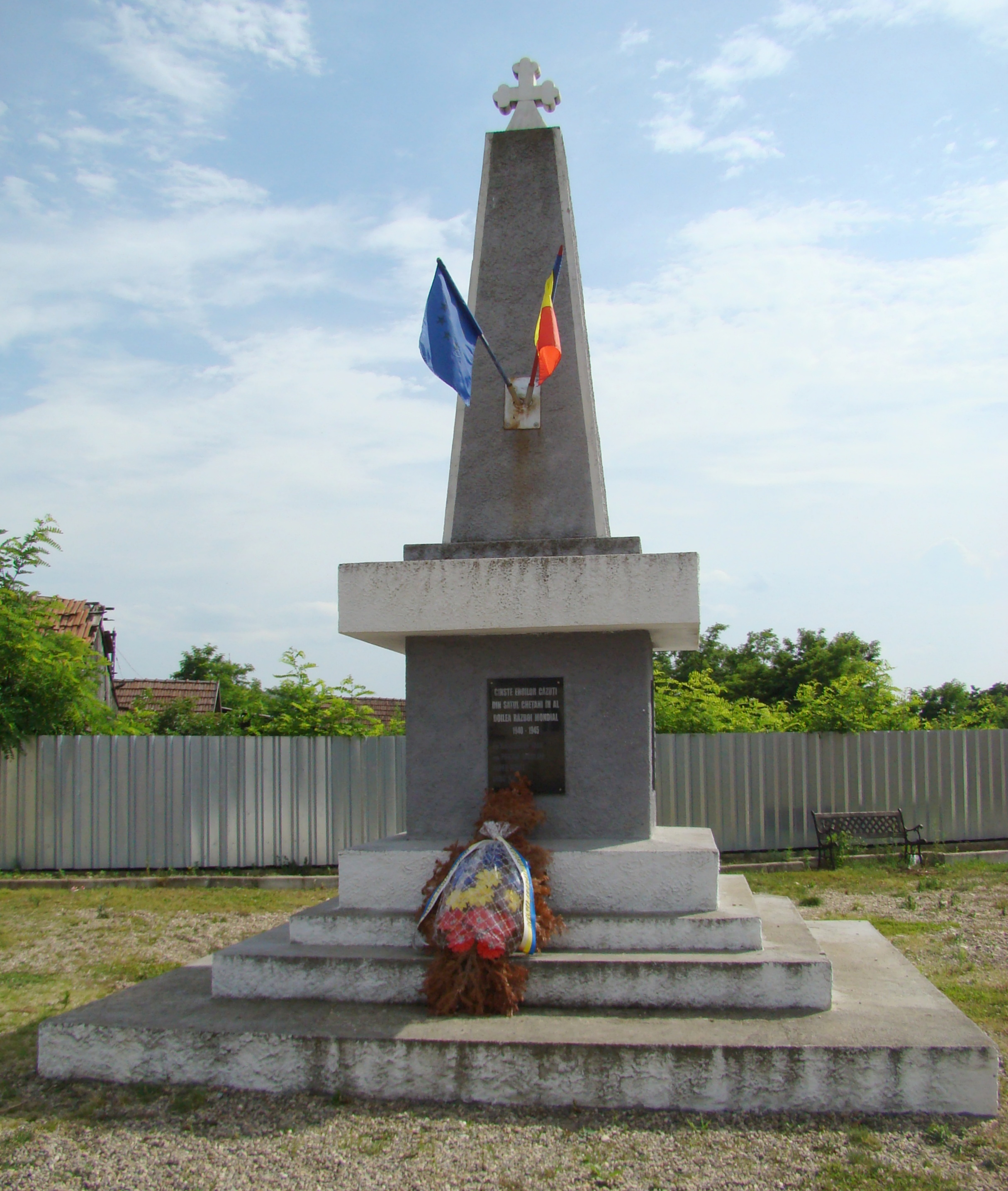
Monumentul Eroilor
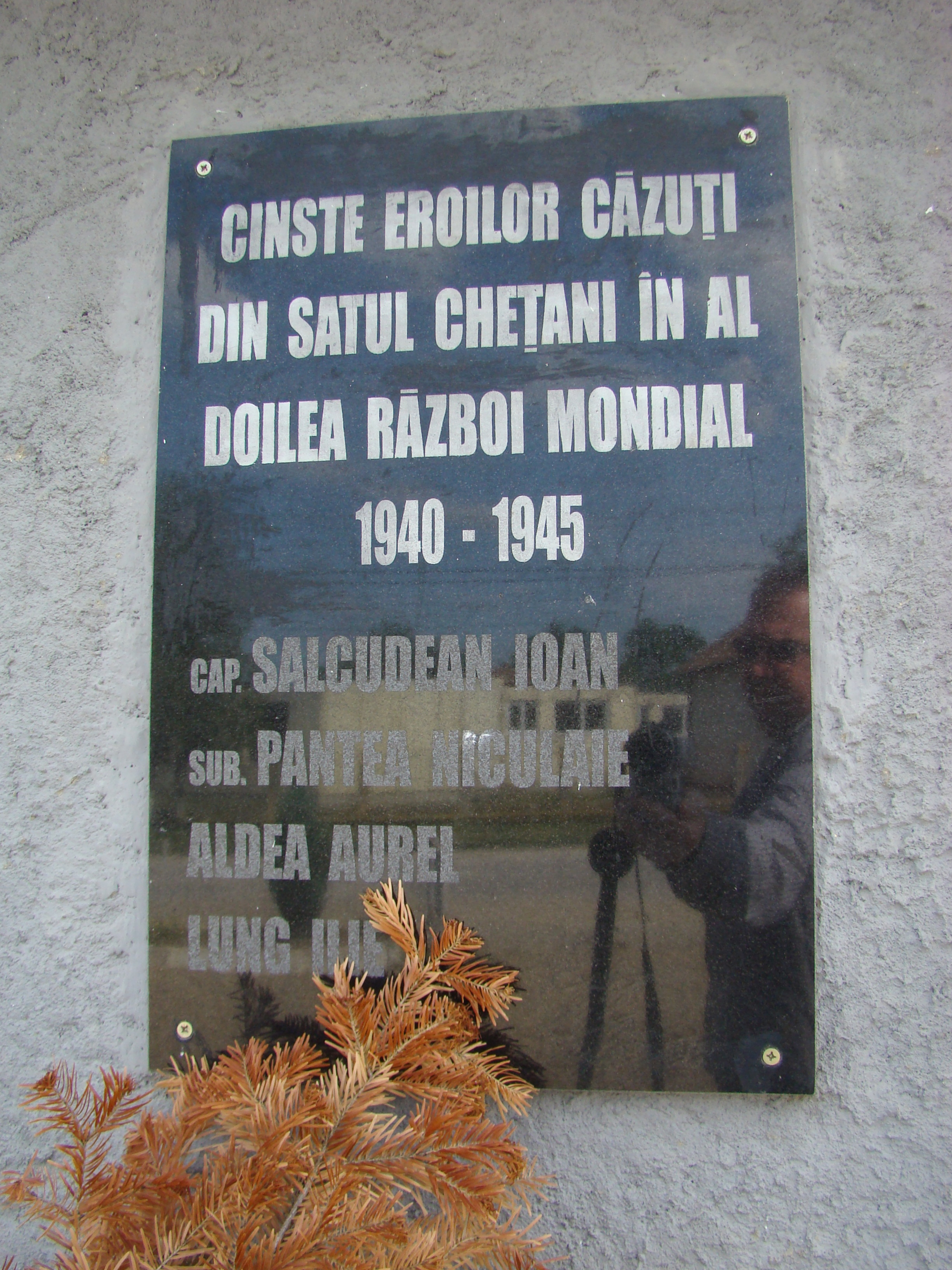
Detaliu
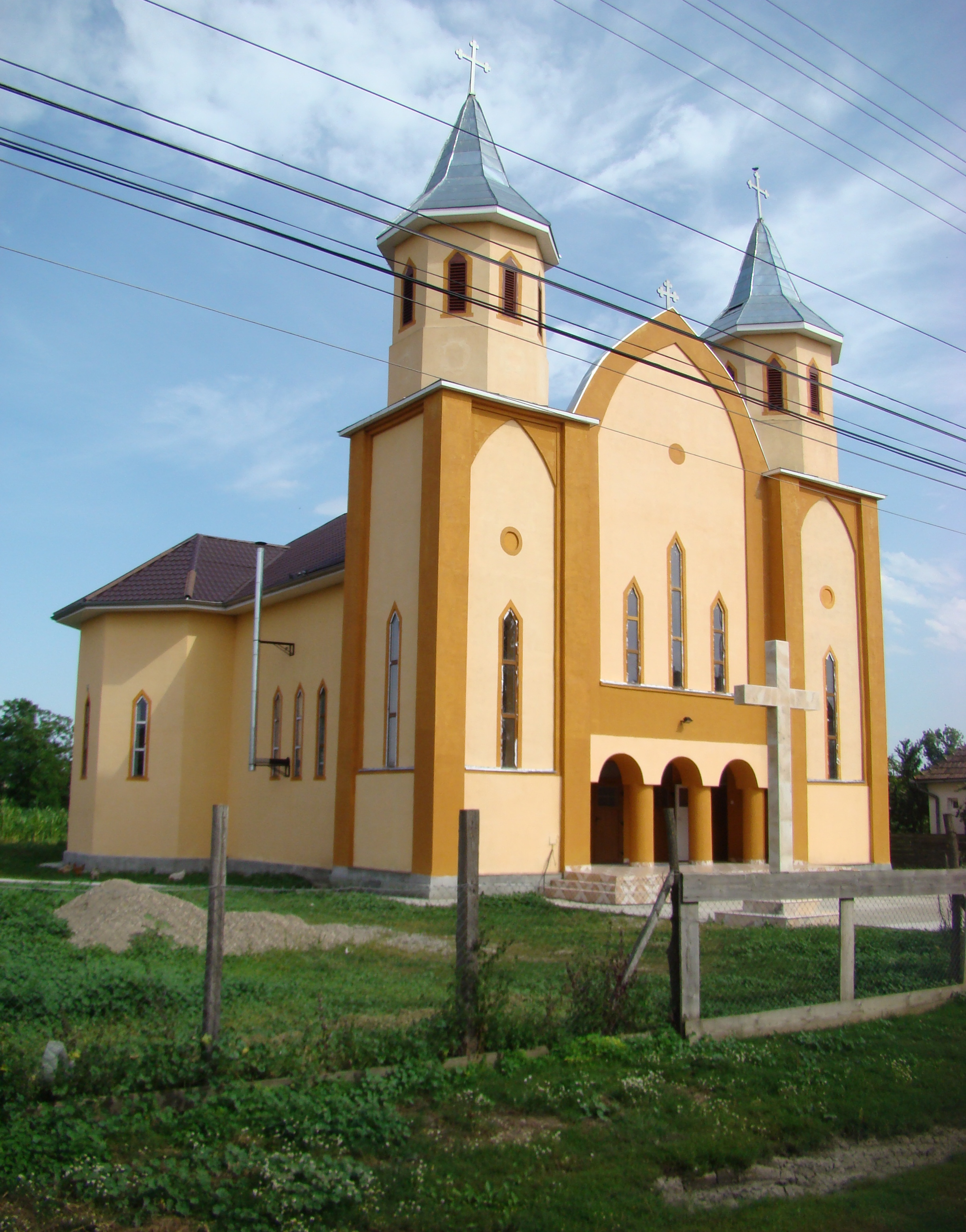
Biserica greco-catolică de zid
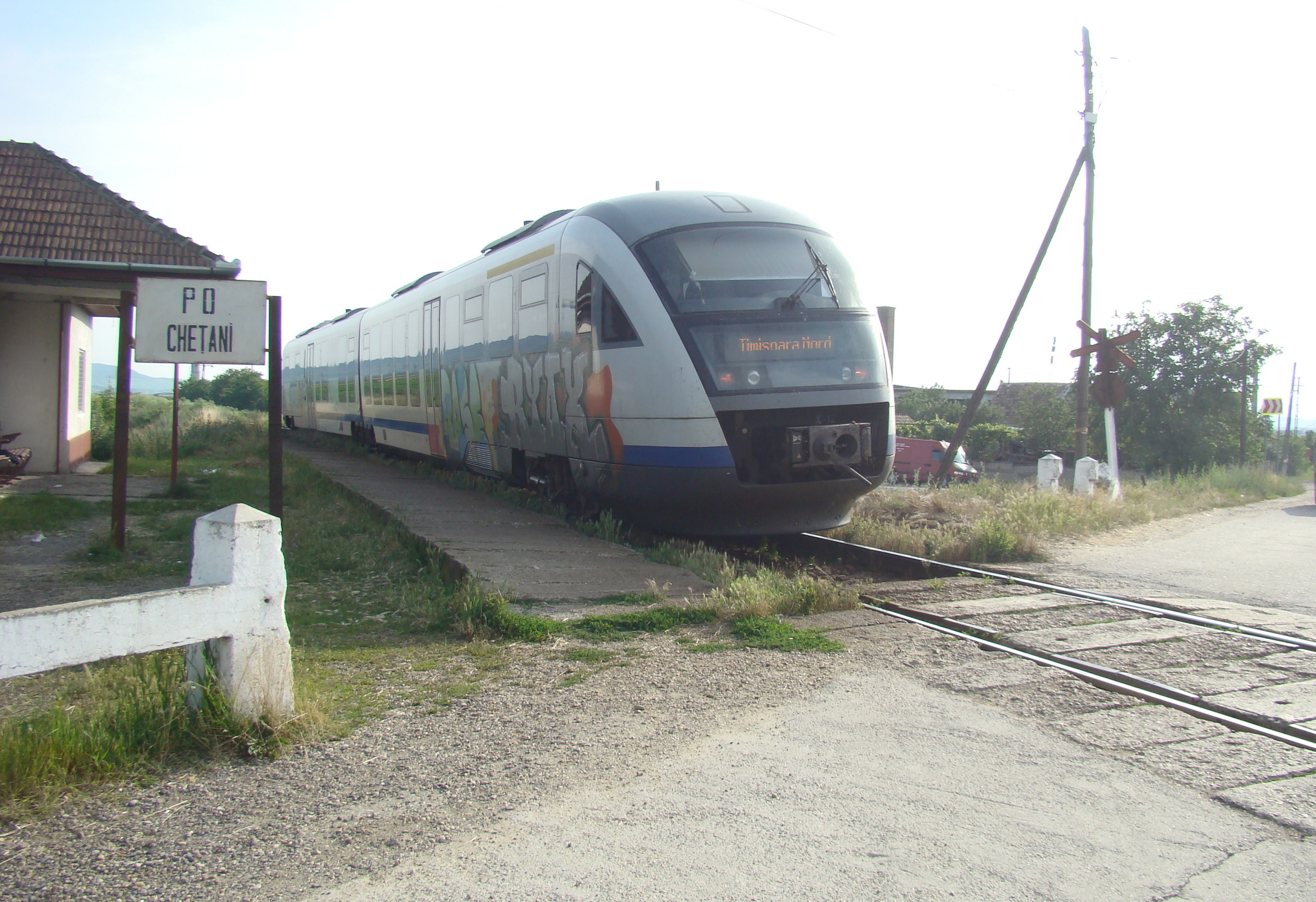
Halta Chețani
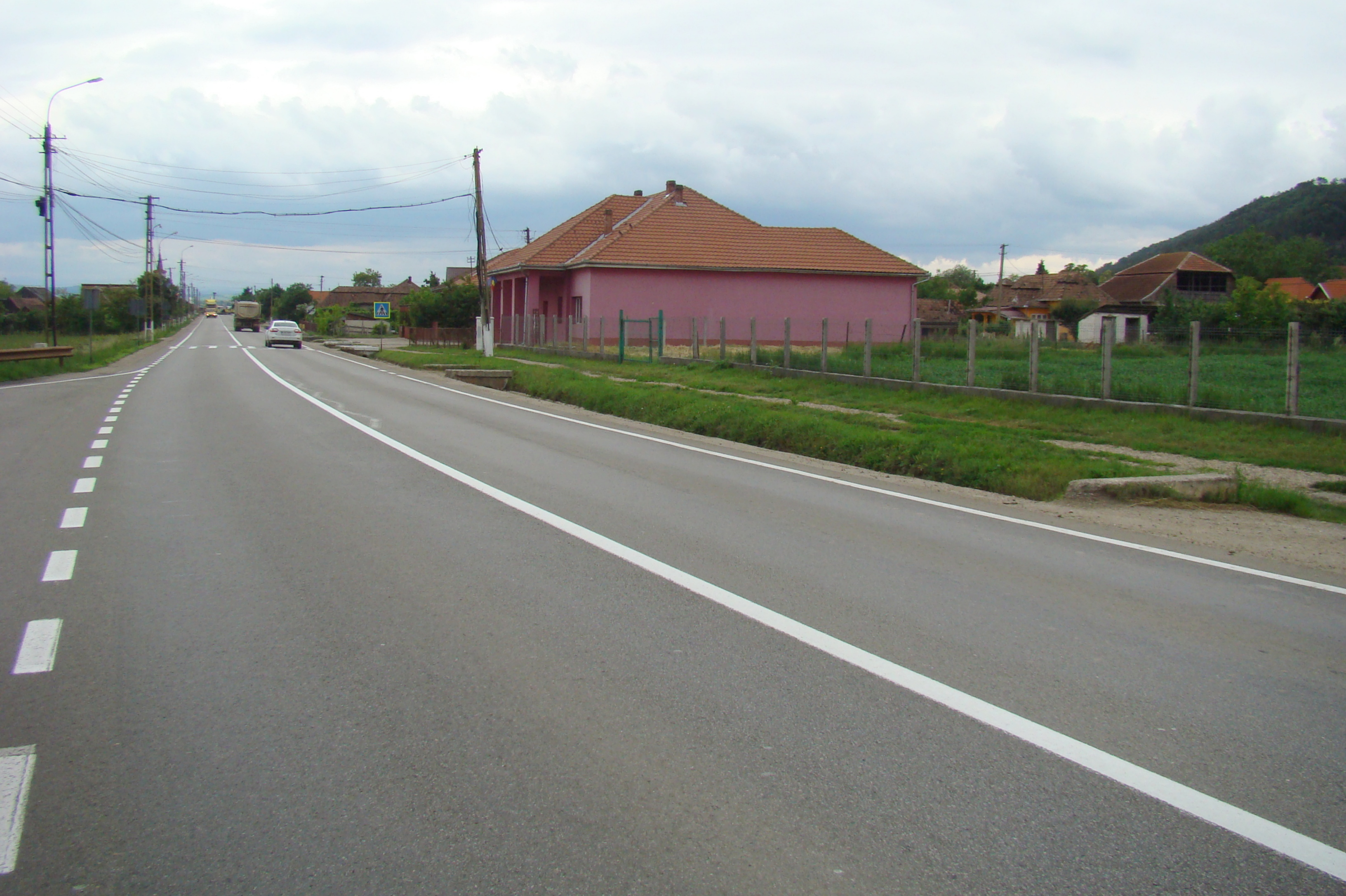
E60 în Hădăreni
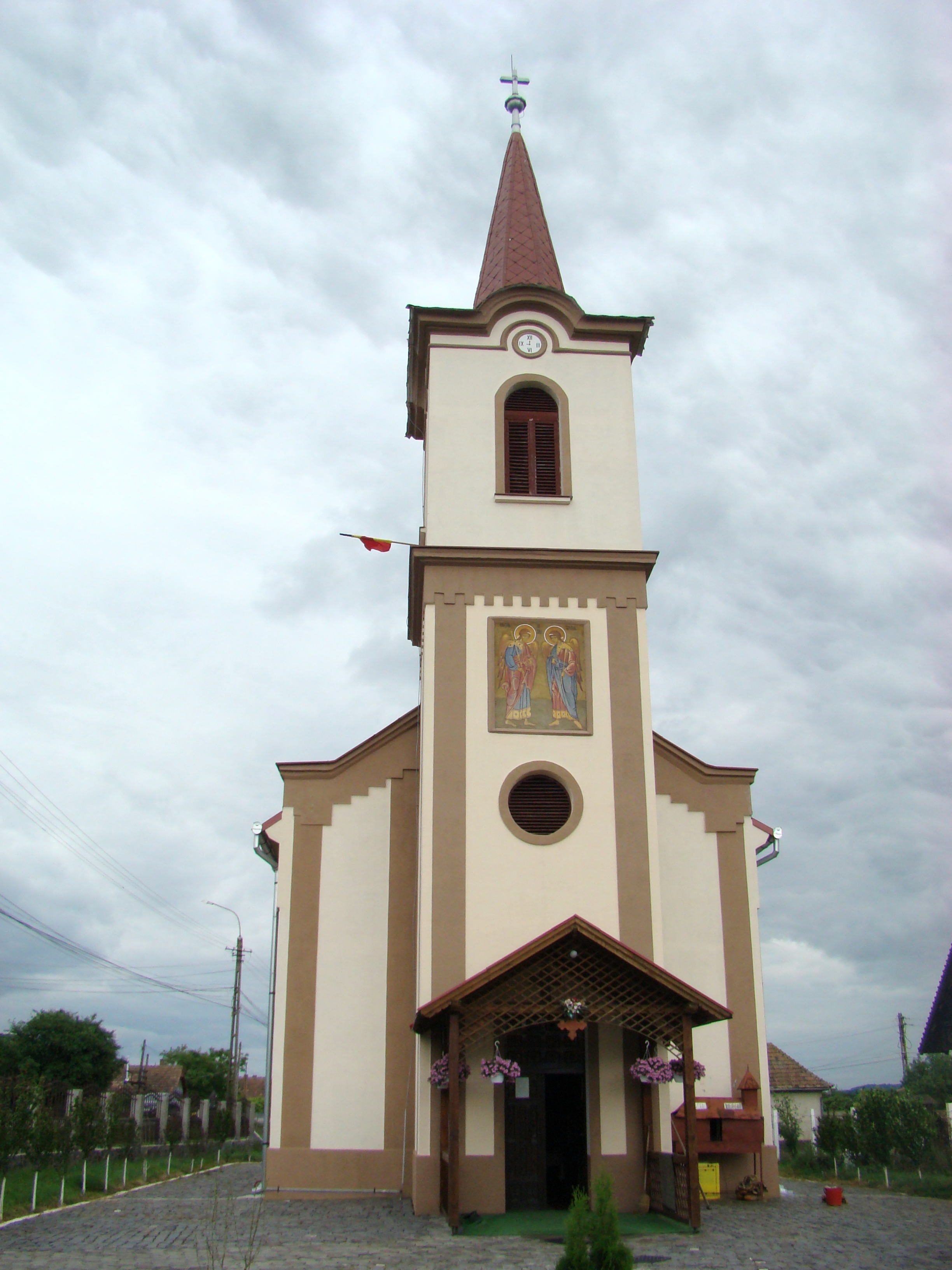
Biserica Sfinții Arhangheli din Hădăreni
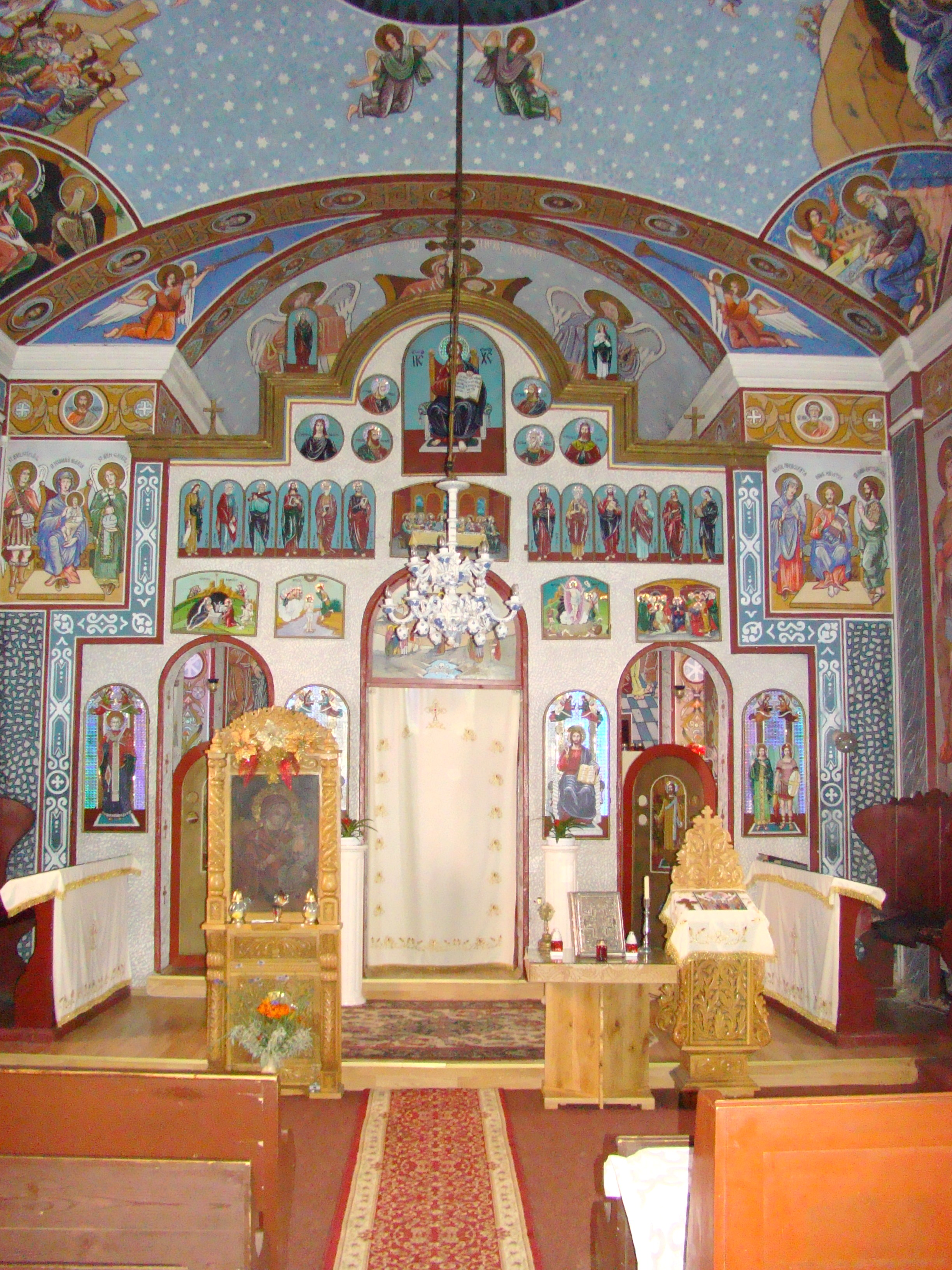
Biserica Sfinții Arhangheli din Hădăreni
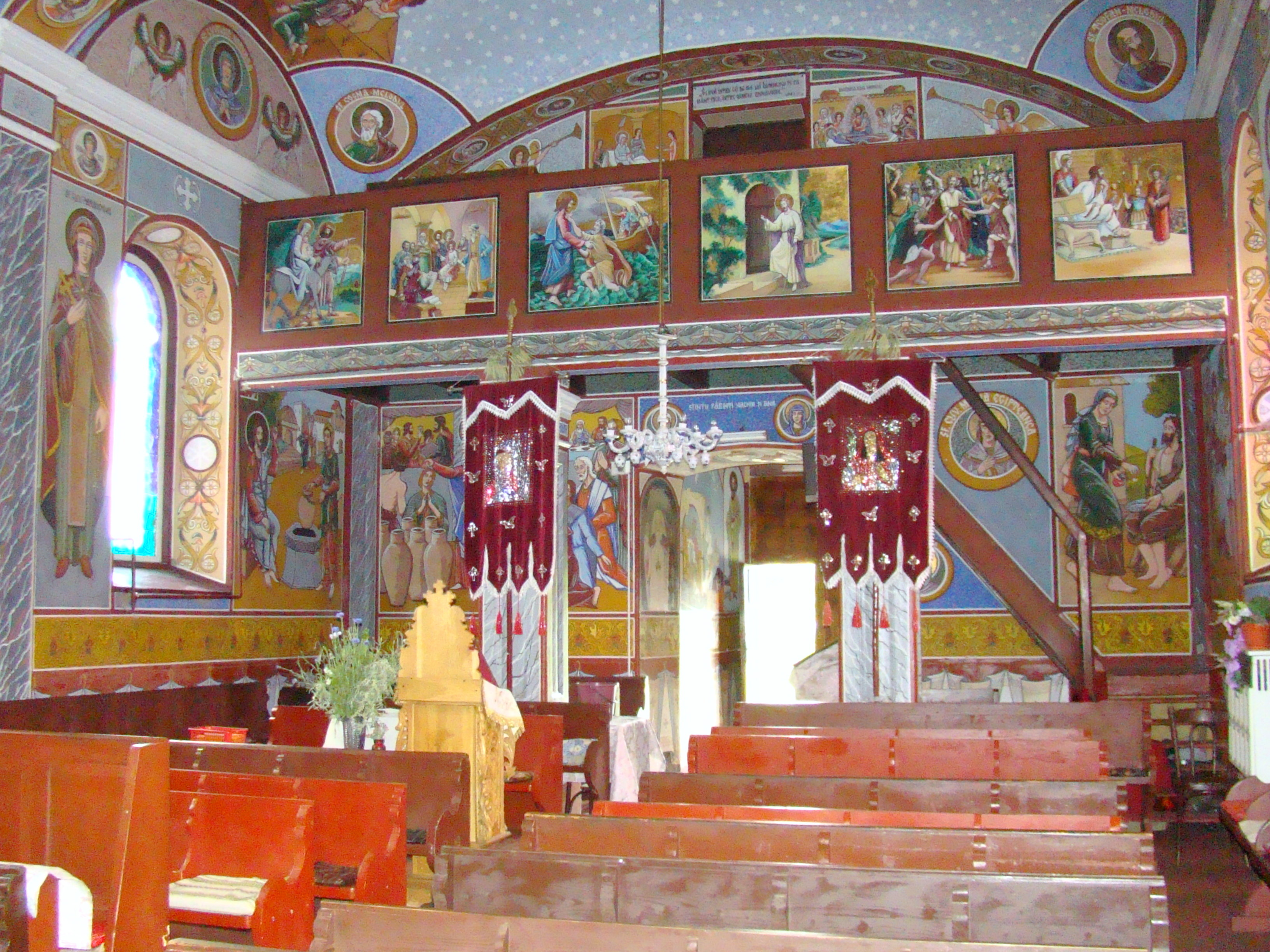
Biserica Sfinții Arhangheli din Hădăreni
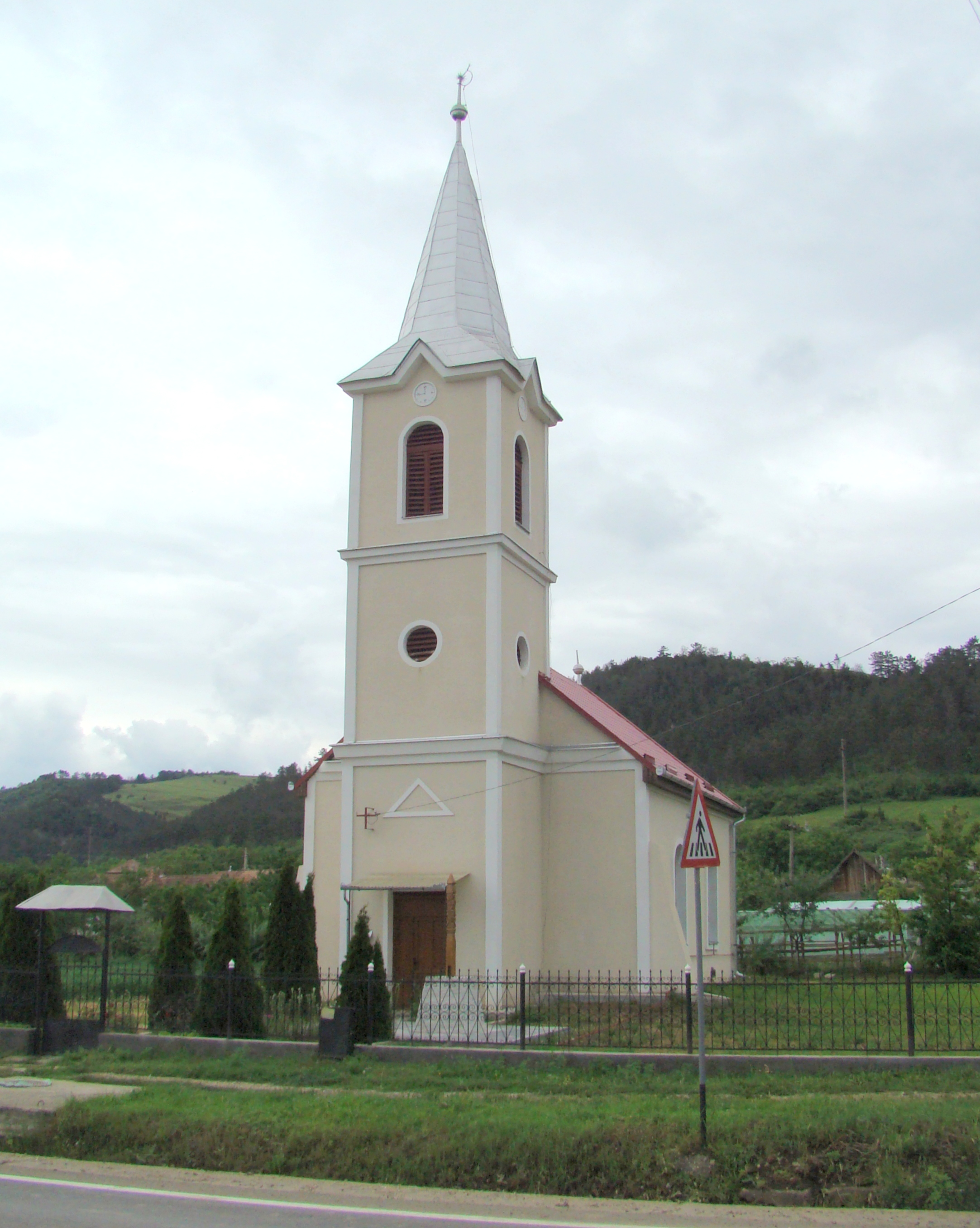
Biserica reformată din Hădăreni